# Psychotria mollipes
Psychotria mollipes är en måreväxtart som beskrevs av Kurt Krause. Psychotria mollipes ingår i släktet Psychotria och familjen måreväxter. Inga underarter finns listade i Catalogue of Life.